# Шверко, Марин
Марин Шверко (хорв. Marin Šverko; родился 4 февраля 1998 года, Пфорцхайм, Германия) — хорватско-немецкий футболист, защитник итальянского клуба «Венеция».

## Клубная карьера
Шверко является воспитанником «Карлсруэ». Дебютировал за дубль Карлсруэ в матче против «Оберахерена». За основную команду Марин Шверко дебютировал в матче против «Кайзерслаутерна».
17 января 2017 года за 60 тысяч евро перешёл в «Майнц 05». За вторую команду дебютировал в матче против «Пройссена». Свой первый гол он забил в матче против «Гессен-Кассель». В 2018 году был отдан в аренду в Карлсруэ, где сыграл 4 матча. В 2020 году был отдан в аренду в «Зонненхоф Гроссаспах», где дебютировал в матче против футбольного клуба «Вюрцбургер Киккерс».
14 августа 2020 года на правах свободного агента перешёл в «Саарбрюккен». За клуб дебютировал в матче против «Любека». Свой единственный гол в «Саарбрюккене» забил в ворота «Дуйсбурга». Всего за клуб Марин Шверко сыграл 25 матчей и забил гол.
1 июля 2021 года перешёл в «Гронинген» за 400 тысяч евро. За клуб дебютировал в матче против «Херенвена», выйдя после перерыва. Из-за мышечной травмы и неизвестного повреждения пропустил 88 дней.
31 января 2023 года перешёл на правах аренды в итальянскую «Венецию». 7 июля 2023 года подписал с «Венецией» трёхлетний контракт.

## Карьера в сборной
Играл за сборные Хорватии до 17, 18, 19 и 20 лет. За молодёжную сборную Хорватии дебютировал в матче против Венгрии. Свой первый гол Марин Шверко забил в ворота Литвы. На молодёжном чемпионате Европы сыграл 3 матча на групповом матче.